# 関田誠大
関田 誠大（せきた まさひろ、1993年11月20日 - ）は、日本の男子バレーボール選手である。

## 来歴
東京都江東区出身。実姉の影響で小学1年次より東金町ビーバーズでバレーボールを始めた。東洋高等学校バレー部では、1年生からレギュラーセッター。1学年上の柳田将洋らと共に出場した2010年3月の春高バレーでは、同校を初優勝に導いた。
中央大学法学部に進学。バレー部（2学年下に石川祐希も在籍）で4年次には主将を務め、「ミキプルーンスーパーカレッジバレー2015全日本大学選手権」では最優秀選手賞を受賞。ユニバーシアード（2015年 第28回 光州大会）にも出場した。
2015年12月1日、パナソニックパンサーズに内定（同期は今村貴彦と山内晶大）。
2016年より、日本代表メンバーに選出される。リオデジャネイロ五輪男子世界最終予選兼アジア予選メンバーにも選出され、最後の2試合でスタメン出場した。2018年の世界選手権でも出場機会を得た。
2018年、堺ブレイザーズに移籍。背番号は11。
2019年のワールドカップでは多くの試合でスタメン出場を果たしチームは4位に躍進した。
2021年、東京オリンピックに出場し、チームのベスト8入りに貢献した。
東京オリンピック終了後、堺を退団し、ポーランド1部リーグのクプルム・ルビンに移籍し1シーズンプレーした。
2022年6月1日、ジェイテクトSTINGSへの入団が発表された。同時に、西田有志とスロベニア代表OHのティネ・ウルナウトの入団も発表された。
2024年6月24日、2024年パリオリンピック日本代表選手に選出されたことが発表された。
2025年5月、2024-25シーズン限りでの退団が発表された。6月にサントリーサンバーズ大阪入団が発表された。

## 球歴
- 日本代表（2016年 - ）
  - オリンピック - 2020年、2024年
  - 世界選手権 - 2018年、2022年
  - ネーションズリーグ - 2018年、2019年、2021年、2022年、2023年、2024年
  - アジア選手権 - 2019年
  - ワールドカップ - 2019年

## 所属チーム
- 東金町ビーバーズ（男子25期）
- 駿台学園中学校
- 東洋高等学校
- 中央大学
- パナソニックパンサーズ（2015-2018年）
- 堺ブレイザーズ（2018-2021年）
- クプルム・ルビン（英語版）（2021-2022年）
- ジェイテクトSTINGS/ジェイテクトSTINGS愛知（2022-2025年）
- サントリーサンバーズ大阪（2025年-）